# 慶野由志
慶野 由志（けいの ゆうじ）は日本のライトノベル作家、小説家。2013年、『付喪神は青春をもてなさんと欲す』（刊行時に『つくも神は青春をもてなさんと欲す』へ改題）で集英社主催の第12回スーパーダッシュ小説新人賞優秀賞を受賞しデビューした。福岡県出身。

## 作品リスト
スーパーダッシュ文庫
1. つくも神は青春をもてなさんと欲す（2013年11月22日）
2. つくも神は青春をもてなさんと欲す 2（2014年3月25日）
3. つくも神は青春をもてなさんと欲す 3（2014年7月25日）

ダッシュエックス文庫
1. 正直バカはラブコメほど甘くない青春に挑む（2015年11月25日）
2. メルヘン・メドヘン フェスト 〜魔法少女たちの前日譚〜（2018年2月23日）

角川スニーカー文庫
1. 陰キャだった俺の青春リベンジ 天使すぎるあの娘と歩むReライフ（2022年2月1日）
2. 陰キャだった俺の青春リベンジ 2 天使すぎるあの娘と歩むReライフ（2022年6月1日）
3. 陰キャだった俺の青春リベンジ 3 天使すぎるあの娘と歩むReライフ（2022年9月30日）
4. 陰キャだった俺の青春リベンジ 4 天使すぎるあの娘と歩むReライフ（2023年6月1日）
5. 陰キャだった俺の青春リベンジ 5 天使すぎるあの娘と歩むReライフ（2023年9月29日）
6. 陰キャだった俺の青春リベンジ 6 天使すぎるあの娘と歩むReライフ（2024年3月1日）
7. 陰キャだった俺の青春リベンジ 7 天使すぎるあの娘と歩むReライフ（2025年1月31日）
8. 恋愛ランキング（2025年1月31日）